# Riječka sinagoga
Riječka sinagoga, jedna od ukupno tri sinagoge u Hrvatskoj koje su preživjele razdoblje Drugoga svjetskog rata, svečano je 2008. godine otvorena nakon temeljite obnove. Iako malenog zdanja, sinagoga je veliki spomenički značaj za grad Rijeku, te je ujedno i sjedište riječke Židovske općine.

## Povijest
Ortodoksna sinagoga izgrađena je 1930. godine prema nacrtima inženjera G. Angyala i P. Fabbra, kao objekt reduciranih ukrasa i simbola na pročelju, jednostavnih arhitektonskih linija koje slijede stil moderne s mediteranskim utjecajem. Unutrašnjost sinagoge podijeljena je na pretprostor i dio za obred u tri dijela, s tri prozora na bočnoj strani zgrade i uz balkon za žene s odvojenim ulazom. Nekada je u Hrvatskoj postojalo 79 sinagoga od kojih su samo 23 bile namjenski građene. Na riječko-opatijskom području bilo je čak 13 sinagoga. Danas je riječka sinagoga jedna od triju u Hrvatskoj - uz sinagoge u Dubrovniku i Splitu - sa sačuvanom originalnom funkcijom te predstavlja vrijedan spomenik kulture i tradicije Židova u Rijeci.
Tijekom 19. stoljeća osim sefardskih (levantinskih) Židova u grad se u sve većem broju useljavaju aškenaski Židovi i postupno postaju većinskim dijelom populacije. U Rijeci je tijekom 19. stoljeća živjelo više od 2000 Židova, piše u vodiču riječke Židovske općine. Danas riječkoj sinagogi "gravitira" 60-ak židovskih obitelji s područja Kvarnera, Istre i Gorskog kotara.
Početkom 20. stoljeća, 1903. godine riječka Židovska vjerska zajednica dovršila je izgradnju velike sinagoge u središtu Rijeke, a koja je mogla zadovoljiti potrebe tadašnjih 2500 vjernika riječke Židovske vjerske zajednice. Bila je otvorena 22. listopada na židovski blagdan Roš hašana, a nalazila se na raskrižju Cambierieve, trga Kapucina i Ulice Zagrad. Veliku je sinagogu nakon pljačkanja zapalio njemački doušnik i suradnik David Cherbaz 25. siječnja 1944. godine. Njega je za to i niz drugih djela u lipnju 1945. Vojni sud JA Vijeće za Hrvatsko primorje i Rijeku osudilo na smrt strijeljanjem. Savez jevrejskih veroispovednih opština iz Beograda je u ulozi pravnog sljednika u kolovozu 1948. godine prodao oštećenu (pročelje i kupole bile su neoštećene, a unutrašnjost čitava) veliku sinagogu tadašnjem Kotarskom narodnom odboru Rijeke – kao građevinski materijal. Prodana je i čestica na kojoj se uzdizala sinagoga u Via del Pomerio 31.
Sinagoga u Filipovićevoj ulici je prema riječima Vlade Kona jedina sinagoga u Hrvatskoj koja je i projektirana i građena kao sinagoga te koja je stalno ostala u funkciji sinagoge. Sagrađena je bez ukrasa i simbola na pročelju, asimetričnog pročelja s oblogom od kamena i crvene cigle koji joj i danas daje uočljivo koloristički izgled. 
Rekonstrukcija sinagoge, vrijedna oko 2 milijuna kn, započela je 1993. te se odvijala kroz više faza gotovo 15 godina, a dovršena je svečanim otvaranjem 28.5.2008. Nakon osnovne građevno-tehničke sanacije i popravka krova koji je prokišnjavao tek 2002. izrađen je konzervatorski elaborat (autorica je prof. Gordana Grčić-Petrović), a 2003. i cjelovita projektna dokumentacija obnove (autor je arhitekt Vladi Bralić sa suradnicima iz biroa „Arhitektonsko-građevinski atelje“, d.o.o., Rijeka) Arhitektura.hr, Riječka sinagoga Ulica Ivana Filipovića, Rijeka. Tako je u proljeće 2008. u potpunosti restituiran izvorni izgled sinagoge uz jedini novi detalj interpolacije decentne staklene pregrade uz rub ženske galerije, izvedene kako bi se taj gornji prostor mogao koristiti za razne društvene i kulturne sadržaje, ne smetajući molitvenoj dvorani u prizemlju.
"Nisu samo strukture i politički sustav osigurali obnovu. Bilo je tu i puno entuzijazma pojedinaca koji su uložili i više no što su mogli. Ova sinagoga nije samo mjesto vjere i molitve, tu se odvija cijeli život židovske zajednice u Rijeci", riječi su je Vlade Kona, predsjednika riječke Židovske općine na svečanosti otvorenja.